# Gare de La Redonne-Ensuès
Gare de La Redonne-Ensuès vasútállomás Franciaországban, Ensuès-la-Redonne településen.

## Vasútvonalak
Az állomást az alábbi vasútvonalak érintik:
- Ligne de la Côte Bleue

## Kapcsolódó állomások
A vasútállomáshoz az alábbi állomások vannak a legközelebb:
- Gare de Niolon (Ligne de la Côte Bleue)
- Gare de Carry-le-Rouet (Ligne de la Côte Bleue)